# Alfonso Carrillo de Acuña
Pour les articles homonymes, voir Carrillo et Acuña.
Alfonso Carrillo de Acuña (né le 11 août 1413 à Cuenca en Espagne, ou en 1410 à Carrascosa del Campo, et mort le 1er juillet 1482 à Alcalá de Henares) est un pseudo-cardinal espagnol du XVe siècle. Il est le neveu du pseudo-cardinal Alfonso Carrillo de Albornoz (1408) et est un parent du cardinal Gil Álvarez de Albornoz (1350). Sa famille est d'origine portugaise.

## Biographie

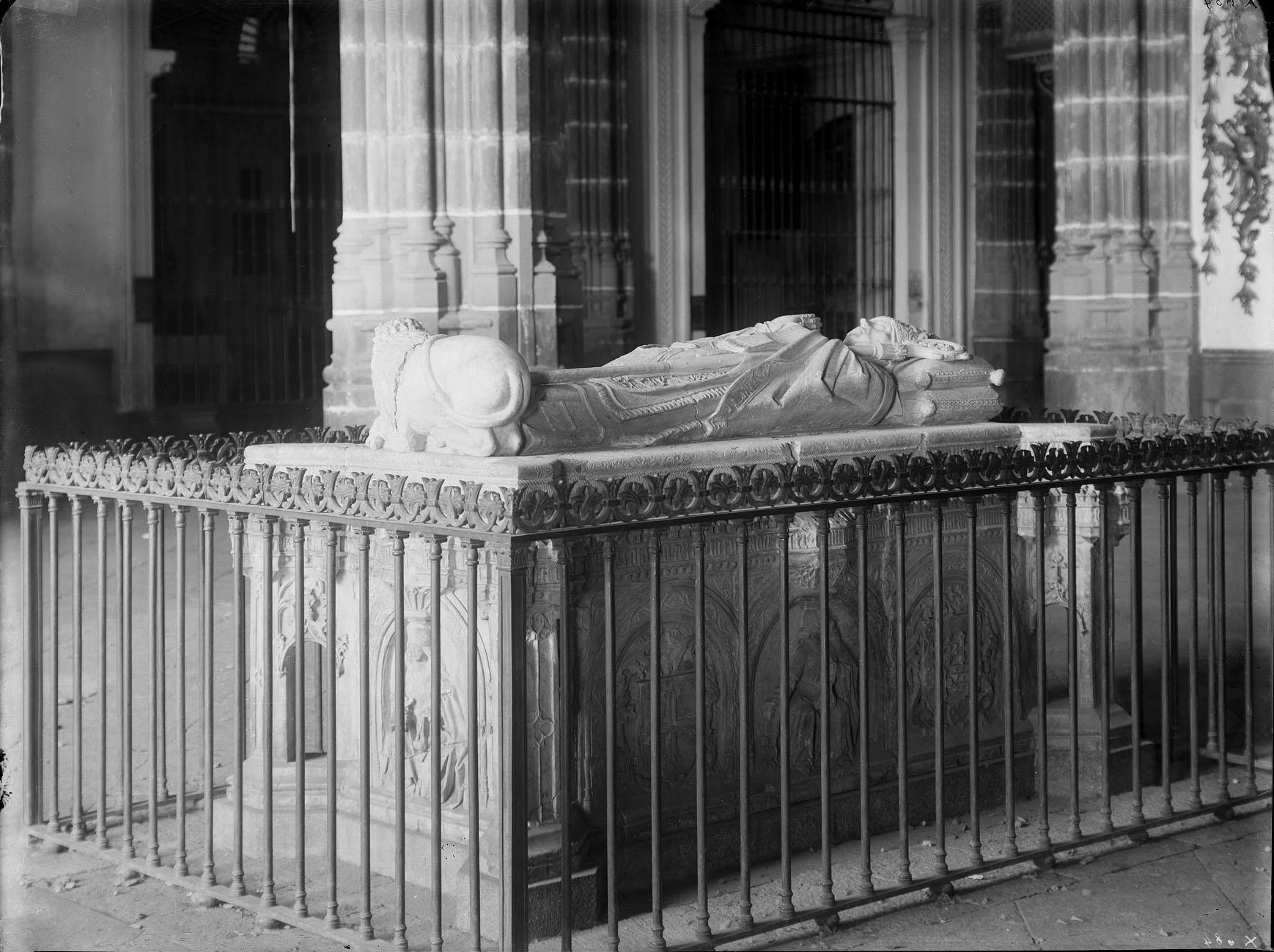
Tombeau de l'archevêque Carrillo (Jean Laurent ca. 1870) à Alcalá de Henares.

Carrilo est éduqué par son oncle le pseudo-cardinal Carillo de Albornoz et est nommé administrateur de Sigüenza en 1435 et évêque de ce diocèse en 1440.
L'antipape Félix V le crée cardinal lors du consistoire du 12 avril 1440, mais Carillo décline la promotion. En 1446 il est promu archevêque de Tolède et il est ministre et privado du roi Enrique IV de Castille, fils de roi Juan II. Plus tard Carillo supporte le roi d'Aragón et participe au "farsa de Ávila" (1465), lors duquel le roi Henri est déposé et son frère l'infante Don Alfonso, est proclamé roi à Ávila en 1465. Après la mort du roi Alfonso en 1468, l'archevêque Carillo défend la candidature de la princesse Isabel au trône de Castille. Carillo joue un rôle décisif dans l'arrangement de son mariage avec le prince Fernando d'Aragón, les futurs rois catholiques de l'Espagne unie. Il est leur privado, mais Carillo réagit vivement contre les principes politiques autoritaires des princes et se sépare d'eux en 1470. À la mort du roi Henri IV en 1474, Carillo adhère au roi du Portugal et à Jeanne de Castille. Il participe à la bataille de Peleagonzalo (ou Toro) en 1476.
Carillo prend sa retraite à Alcalá de Henares, où il fonde une abbaye franciscaine et organise une réunion de théologiens pour condamner les doctrines de Pedro de Osma. Carillo le convoque à Alcalá de Henares pour débattre de ses hérésies. Se trouvant malade Osma ne peut s'y rendre, et neuf thèses tirées de ses œuvres sont ainsi condamnées. Carillo s'intéresse à l'alchimie et dépense beaucoup d'argent à essayer de convertir le fer en or.